# Геннакер

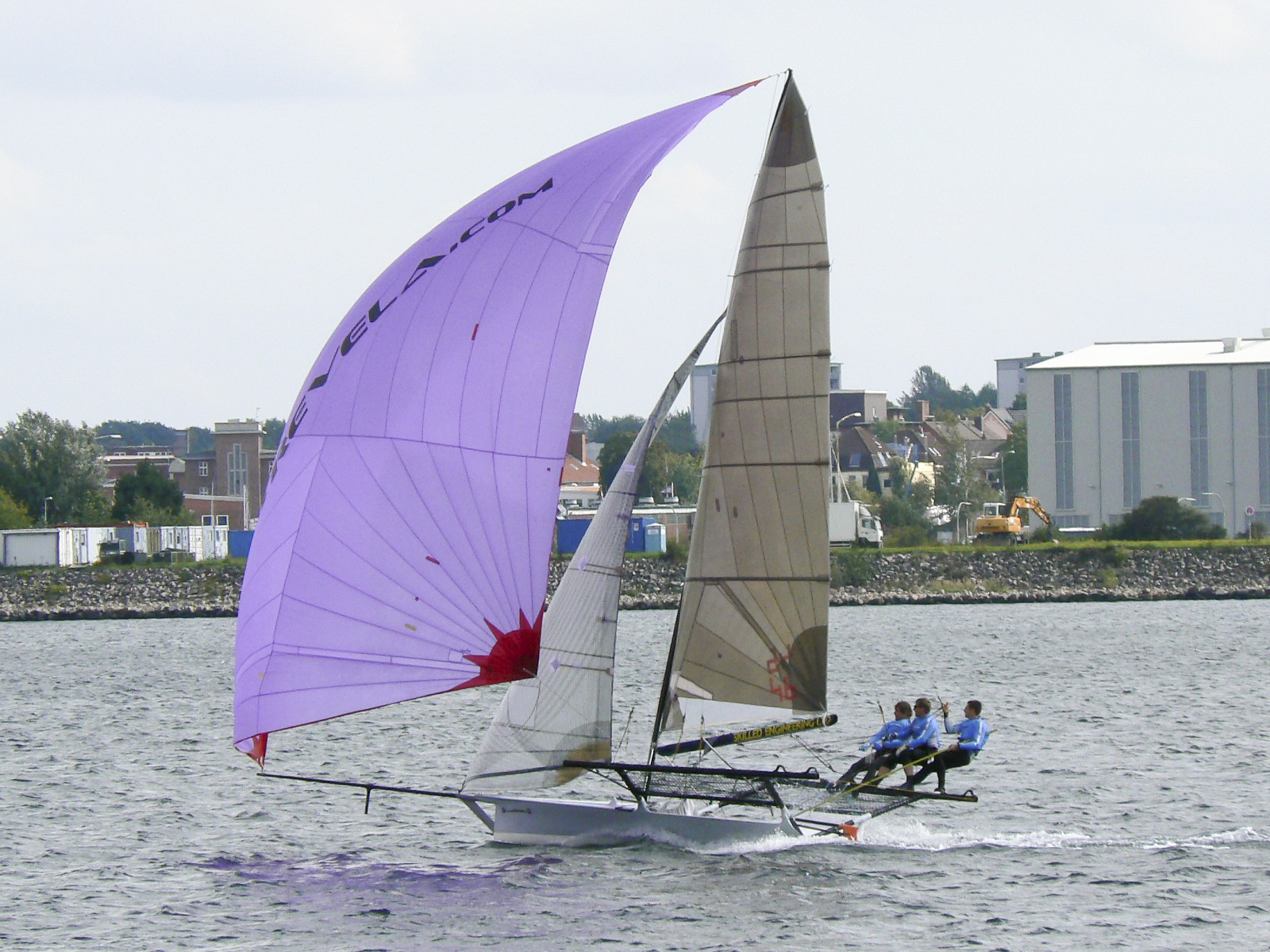
Яхта, идущая под геннакером

Геннакер (от слияния терминов англ. genoa (sail) и англ. spinnaker) — (иногда называемый асимметричным спинакером, реже называемый блистером) в большинстве случаев может служить альтернативой спинакеру. Впервые появился в Австралии в 1980-х годах. По площади геннакер больше генуи, но меньше спинакера. Геннакер — парус с высоким шкотовым углом, его галсовый угол крепится к палубе на носу яхты или бушприту. Такой парус хорошо работает в широком диапазоне курсов — от галфвинда до фордевинда. 
В галфвинд геннакер настраивают так же, как геную. На попутных курсах его можно вынести на ветер с помощью спинакер-гика. Если спинакер-гик уже установлен, то можно прикрепить галсовый угол геннакера к брасу, шкотовый — к шкоту, завести брас на гик и управлять парусом, как спинакером.
У современных геннакеров для прогулочных яхт передняя шкаторина обычно на 5-8% длиннее, чем расстояние от галсового до фалового угла, измеренное по прямой. Поэтому набить шкаторину втугую обычно не получается, что стоит яхте некоторой высоты хода – круче 80-90° она в таком случае не пойдет. Зато парус становится более округлым и широким. Это приводит к тому, что парус на полным курсах смещается на ветер (почти как спинакер) и его мякоть выходит из-за ветровой тени грота. Это повышает открытую потоку ветра площадь паруса, что позволяет на полных курсах (вплоть до 170°) нести его без гика или выстрела.

## Управление геннакером

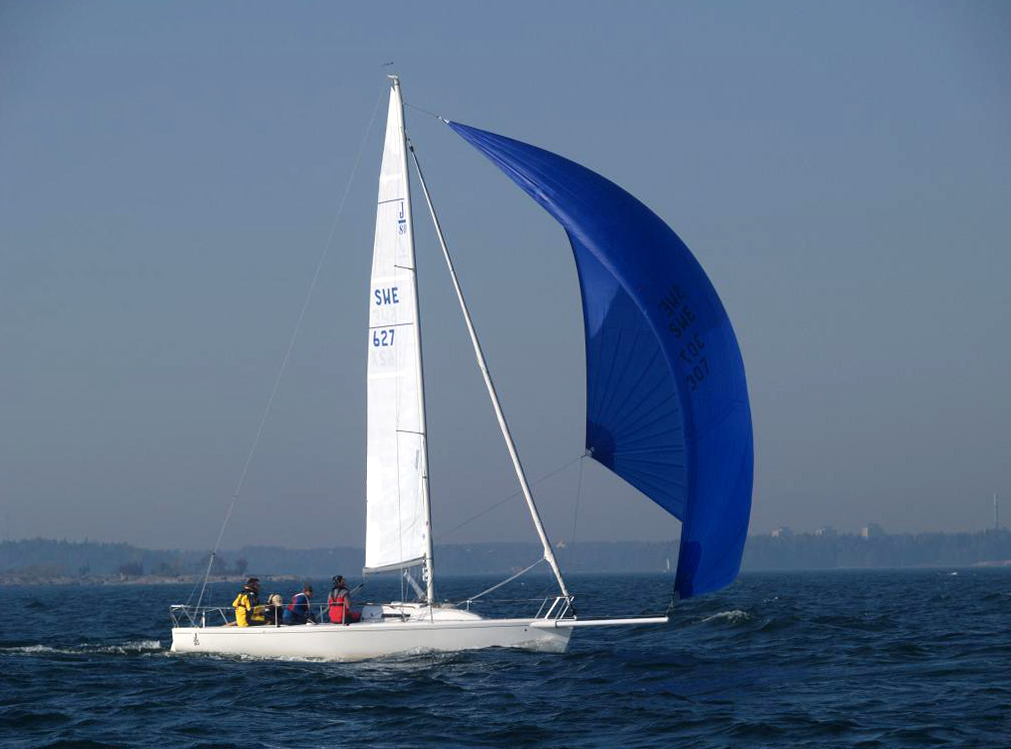
Яхта, идущая под геннакером синего цвета

### Постановка
- Увалитесь до курса фордевинд
- Выдвиньте в рабочее положение бушприт (если есть).
- Прикрепите кису с парусом к релингу на носу лодки.
- Прикрепите фаловый угол паруса к фалу.
- Прикрепите галсовый угол паруса к оковке на форштевне линем или галс-оттяжкой к бушприту.
- Заведите шкоты и проведите их так же, как проводите шкот и брас спинакера при его подъёме.
- Быстро поднимите парус фалом. Шкоты при этом должны быть растравлены.
- Приводитесь и одновременно выбирайте шкот, пока геннакер не наполнится[4].

### Управление
Поворот через фордевинд под геннакером
- Увалитесь до фордевинда.
- Растравите подветренный шкот так, чтобы парус свободно висел перед форштагом.
- Перенесите парус на другой борт вокруг форштага, выбрав наветренный шкот. При необходимости помогите парусу руками с бака.
- Приводитесь до бакштага и выбирайте «новый» подветренный шкот, пока геннакер не наполнится[5].

В галфвинд держите галсовый угол геннакера ближе к палубе. На полных курсах настраивайте парус, как настраиваете спинакер, потравите галс-оттяжку и фал, чтобы геннакер отошел подальше от грота.

### Уборка
Уборка геннакера (спинакер-гик не используется)
- Положите яхту на курс бакштаг или фордевинд.
- Потравите подветренный шкот, чтобы обезветрить парус и превратить его в «полощущий флаг».
- Отсоедините галсовый угол (раздайте галс-оттяжку).
- Потравливая фал, соберите парус в ветровой тени грота или втяните его за шкотовый угол в люк. Травите фал с такой же скоростью, с какой собираете парус. Следите, чтобы геннакер не ушел в воду. Перед укладкой паруса в кису переберите его по шкаторинам, чтобы избежать перекручивания и подготовить для следующего подъёма.